# Uche Kalu
Uche Kalu (Lagos, 16 maggio 1986) è un ex calciatore nigeriano, di ruolo attaccante.

## Carriera

### Club
Ha giocato nella prima divisione nigeriana, in quella turca, in quella kazaka ed in quella turkmena, oltre che nella seconda divisione turca.
Nel 2011 ha segnato 4 reti in 8 presenze nella CAF Champions League con la maglia dell'Enyimba.

### Nazionale
Nel 2012 ha totalizzato 5 presenze ed una rete con la nazionale nigeriana; in particolare, oltre a 4 partite amichevoli, ha anche giocando da titolare nella partita di qualificazione alla Coppa d'Africa 2013 vinta per 2-0 in casa contro il Ruanda del 16 giugno 2012.

## Statistiche

### Cronologia presenze e reti in nazionale
| Cronologia completa delle presenze e delle reti in nazionale ― Nigeria | Cronologia completa delle presenze e delle reti in nazionale ― Nigeria | Cronologia completa delle presenze e delle reti in nazionale ― Nigeria | Cronologia completa delle presenze e delle reti in nazionale ― Nigeria | Cronologia completa delle presenze e delle reti in nazionale ― Nigeria | Cronologia completa delle presenze e delle reti in nazionale ― Nigeria | Cronologia completa delle presenze e delle reti in nazionale ― Nigeria | Cronologia completa delle presenze e delle reti in nazionale ― Nigeria |
| Data                                                                   | Città                                                                  | In casa                                                                | Risultato                                                              | Ospiti                                                                 | Competizione                                                           | Reti                                                                   | Note                                                                   |
| ---------------------------------------------------------------------- | ---------------------------------------------------------------------- | ---------------------------------------------------------------------- | ---------------------------------------------------------------------- | ---------------------------------------------------------------------- | ---------------------------------------------------------------------- | ---------------------------------------------------------------------- | ---------------------------------------------------------------------- |
| 11-1-2012                                                              | Abuja                                                                  | Nigeria                                                                | 0 – 0                                                                  | Angola                                                                 | Amichevole                                                             | -                                                                      | ?’                                                                     |
| 15-2-2012                                                              | Monrovia                                                               | Liberia                                                                | 0 – 2                                                                  | Nigeria                                                                | Amichevole                                                             | -                                                                      | 75’                                                                    |
| 12-4-2012                                                              | Dubai                                                                  | Egitto                                                                 | 3 – 2                                                                  | Nigeria                                                                | Amichevole                                                             | 1                                                                      | 83’                                                                    |
| 16-6-2012                                                              | Calabar                                                                | Nigeria                                                                | 2 – 0                                                                  | Ruanda                                                                 | Qual. Coppa d'Africa 2013                                              | -                                                                      | 85’                                                                    |
| 15-8-2012                                                              | Niamey                                                                 | Niger                                                                  | 0 – 0                                                                  | Nigeria                                                                | Amichevole                                                             | -                                                                      | ?’                                                                     |
| Totale                                                                 |                                                                        | Presenze                                                               | 5                                                                      |                                                                        | Reti                                                                   | 1                                                                      |                                                                        |

## Palmarès

### Club

#### Competizioni nazionali
- Campionato nigeriano: 1

Enyimba: 2009-2010
- TFF 1. Lig: 1

Adanaspor: 2015-2016
- Campionato turkmeno: 1

Altyn Asyr: 2019